# Eremo di Piaggia
L'eremo di Piaggia, detto anche eremo di Blazza o eremo di Blaca (in croato pustinja Blaca), è un antico eremo croato, situato sull'isola di Brazza, nel comune di Neresi.
È stato un importante romitorio nonché centro di diffusione del glagolitico, e quindi un osservatorio astronomico.

## Storia
È situato sul versante orientale dell'Isola di Brazza, tra Bol (Vallo) e Milnà. La località è menzionata per la prima volta nel 1305. Quando nel XV secolo i turchi invasero i Balcani, degli eremiti slavi di Bosnia ed Erzegovina che officiavano la liturgia in glagolitico trovarono rifugio a Brazza, stabilendovisi definitivamente nel 1552. Qua ottennero dapprima qualche piccolo privilegio feudale, finché nel 1570 fu concesso loro di costruire il monastero e la chiesa, e furono aumentate le proprietà terriere in dote. La comunità monastica sorta così divenne all'inizio del XVIII secolo il centro economico più importante di tutta l'isola. Nel 1754 il monastero fu distrutto da un incendio, che incise pesantemente sulle rendite del monastero, indebolendone tutta la struttura, tanto che già alla fine del secolo il monastero scarseggiava di eremiti. 

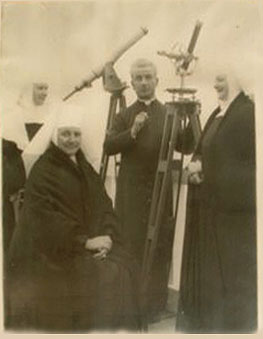
Nicola Milicevic a Brazza.

L'eremo fu poi utilizzato come osservatorio astronomico dal monaco Nikola Milicevic (1887-1963), astronomo e matematico dilettante, che fu l'ultimo eremita ad abitare il monastero. Egli di qui scoprì diverse comete e novae.